# خور المكلا
خور المكلا هو معلم سياحي بارز في مدينة المكلا، عاصمة (محافظة حضرموت) في اليمن. يُعتبر الخور بمثابة نهر صغير يقسم المدينة إلى نصفين، حيث يربط بين المكلا القديمة ومنطقتي الشرج وفوه. يبلغ طول الجسر البحري الذي يعبر الخور حوالي 200 متر، وعرضه 20 مترًا، مما يسهل حركة المرور بين أجزاء المدينة.
يُعد خور المكلا وجهة سياحية مميزة، حيث تحيط به مناظر طبيعية خلابة تجمع بين الجبال والبحر، مما يجعله مكانًا مثاليًا للتنزه والاستمتاع بالأجواء البحرية. تُقام على ضفافه العديد من الفعاليات والمهرجانات الثقافية، مثل مهرجان البلدة السياحي، الذي يجذب الزوار من مختلف المناطق.
شهد الخور أعمال تطوير متعددة بهدف تعزيز جاذبيته السياحية وتحسين البنية التحتية المحيطة به. شملت هذه التطويرات إنشاء جسور جديدة، وتوسيع الطرق، وبناء مرافق خدمية وترفيهية، مما أسهم في تعزيز مكانته كواجهة حضرموت السياحية.

بالإضافة إلى ذلك، يُعتبر خور المكلا مكانًا مفضلًا للسكان المحليين والزوار على حد سواء، حيث يوفر بيئة مناسبة لممارسة رياضة المشي، وركوب الدراجات، والاستمتاع بالمقاهي والمطاعم المطلة على المياه.